# Zarostowe zapalenie oskrzelików
Zarostowe zapalenie oskrzelików (łac. bronchiolitis obliterans) – rzadka choroba oskrzelików wywołana przez ich włóknienie prowadzące do zwężenia i niekiedy całkowitego zamknięcia.

## Etiologia
Etiologia zarostowego zapalenia oskrzelików jest różnorodna. Schorzenie pojawia się:
- w przebiegu układowych chorób tkanki łącznej (głównie reumatoidalnego zapalenia stawów[1]),
- podczas infekcji wirusowych (obserwowano przypadki po zakażeniach wywołanych przez adenowirusy, wirusy grypy, wirusy odry)[1][2][3],
- w przebiegu zakażeń mykoplazmami[1],
- po wdychaniu szkodliwych gazów (tlenek azotu[4]),
- po stosowaniu penicylaminy[1] czy leków zawierających sole złota[5],
- po transplantacji narządów (płuc, serca, szpiku)[1],
- w wyniku wdychania diacetylu ("Popcorn Worker's Lung")[6],
- bez uchwytnej przyczyny choroby[4].

## Objawy i wyniki badań pomocniczych
Objawami zarostowego zapalenia oskrzelików może być kaszel oraz duszność, słyszalne świsty podczas oddychania. W badaniu przedmiotowym podczas osłuchiwania stetoskopem stwierdza się trzeszczenia nad płucami. W badaniu rentgenowskim klatki piersiowej stwierdza się cechy typowe dla rozedmy płuc, czasem rozstrzenie oskrzeli, w wielu przypadkach nie są zauważalne żadne zmiany. W badaniu tomokomputerowym wysokiej rozdzielczości widoczny jest obraz zaburzonego, zróżnicowanego przepływu krwi przez poszczególne obszary płuc. Badanie to również może uwidocznić rozstrzenie oskrzeli oraz tzw. "objaw pułapki powietrznej" (zwiększona przejrzystość pewnego obszaru płuca w porównaniu z innymi obszarami widoczna w badaniu pod koniec wydechu). W spirometrii stwierdza się cechy obturacji (zwężenia) oskrzeli, obturacja ta nie ustępuje po podaniu leków powodujących rozszerzanie oskrzeli. Obniża się zdolność dyfuzyjna płuc.

## Rokowanie i leczenie
Zarostowe zapalenie oskrzelików jest źle rokującą jednostką chorobową, która prowadzi zwykle do niewydolności oddechowej i śmierci chorego. Nie ma skutecznego leczenia, w niektórych przypadkach stosuje się leki immunosupresyjne.